# Pałac we Włoszakowicach
Pałac we Włoszakowicach – zabytkowy pałac we wsi Włoszakowice.
Późnobarokowy pałac myśliwski powstał w latach 1749-1751 z inicjatywy Aleksandra Józefa Sułkowskiego według projektu Karola Marcina Frantza w wyniku przebudowy rezydencji Krzysztofa Opalińskiego z połowy XVII w., która stanęła na miejscu zamku z XV w. Obiekt zbudowany w kształcie trójkąta ze ściętymi wierzchołkami, otoczony fosą (położony na sztucznej wyspie). Dwie oficyny znajdują się po jego południowo-zachodniej stronie. Nad wejściem kamienny kartusz z herbem Sulima książąt Sułkowskich. Obiekt jest częścią zespołu pałacowego z połowy XVIII w., w skład którego wchodzi jeszcze park.

Herb Sułkowskich